# グレートアーテジアン盆地

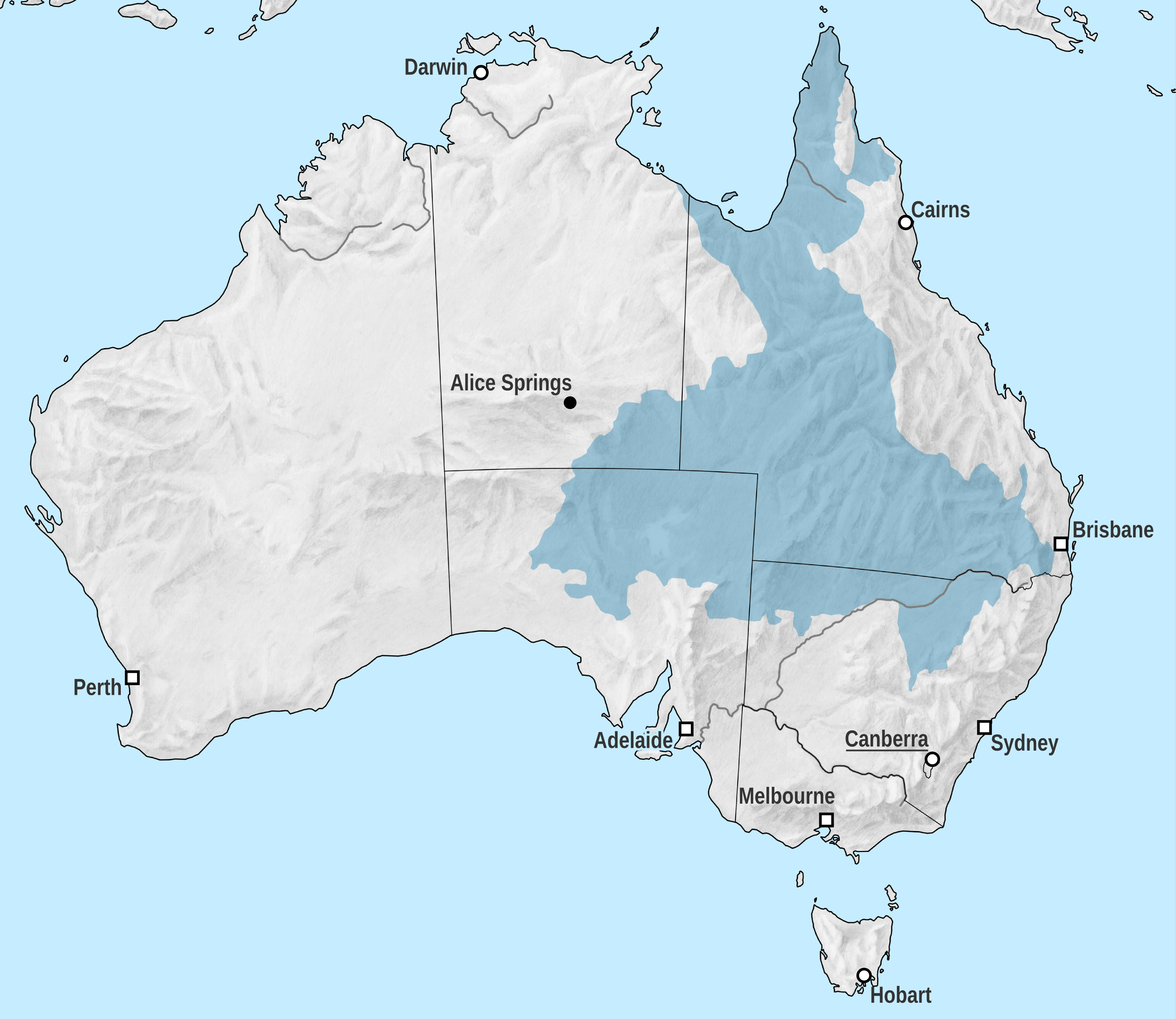
位置図

グレートアーテジアン盆地（グレートアーテジアンぼんち、英語: The Great Artesian Basin）、大鑽井盆地（だいさんせいぼんち）は、オーストラリア大陸の中東部に広がる盆地である。クイーンズランド州、ノーザンテリトリー、南オーストラリア州、ニューサウスウェールズ州の4州にまたがって広がっており、面積は約175万km2とオーストラリア大陸の約22%を占め、世界最大の鑽井盆地（さんせいぼんち）である。

## 概説

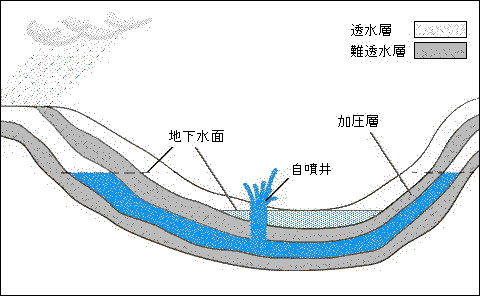
盆地の両側から集まった水が噴出する自噴井と地層の仕組み

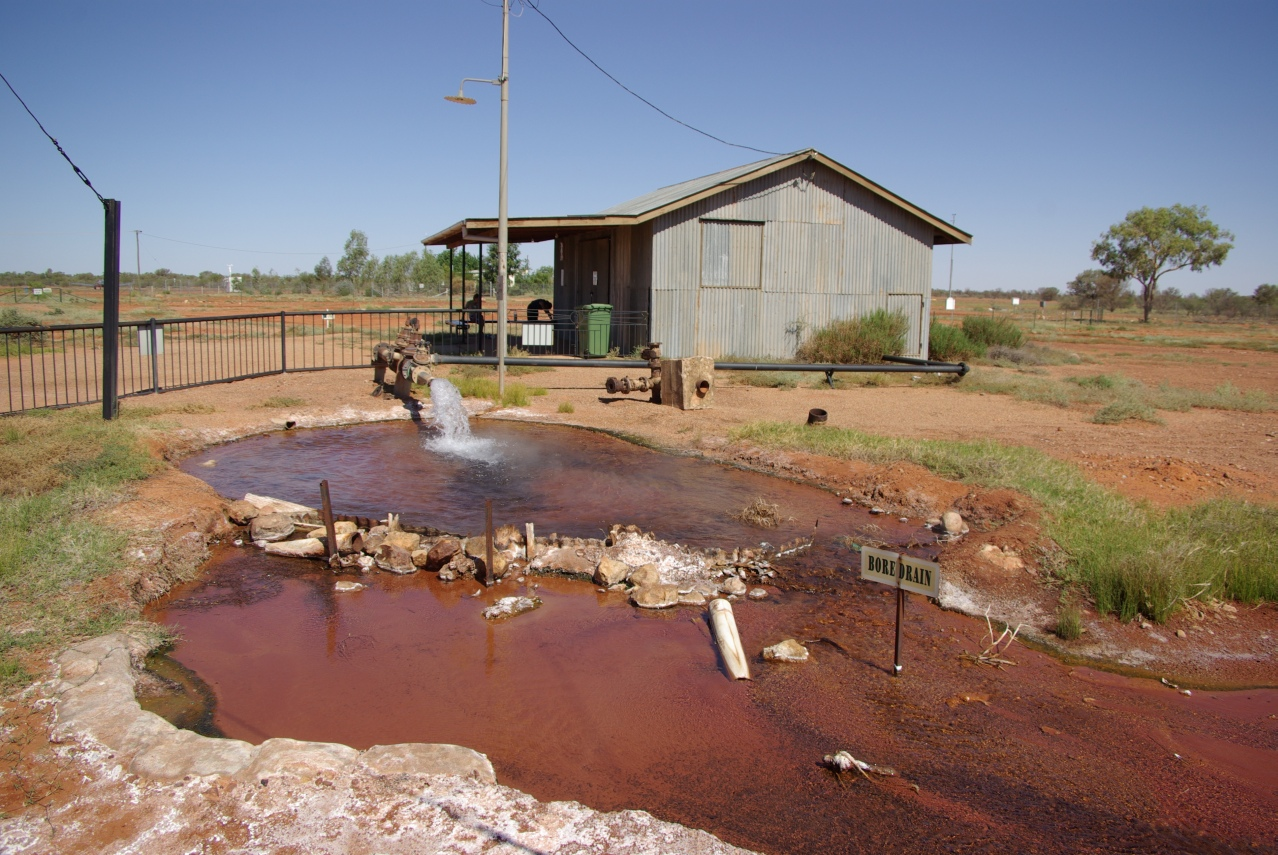
試掘された穴から温水が湧き出している箇所

「鑽井盆地」（英語: Artesian Basin アーテジアン・ベイスン）という言葉はそもそも、「被圧地下水による自噴井が多く集まっている地帯」を指す普通名詞であり、地質学における専門用語である。これに大（great）をつけることで固有名詞としたものである。
盆地の大部分が砂漠気候もしくはステップ気候に属しており、年間の降水量は500mmに満たない程度であるが、地下には 64,900km3の地下水が蓄えられていると推定されており、乾燥した内陸部の貴重な水資源として活用されている。
井戸を掘ると、大鑽井盆地の東側に位置するグレートディヴァイディング山脈（大分水嶺山脈）から流れ込んだ被圧地下水が自噴する。この地下水には多量の塩分が含まれており、灌漑用途には不向きである。そのため塩分濃度の許容限界が比較的大きいヒツジの飲み水として利用され、牧畜が盛んに行われている。一部ウシも放牧されている。

## 経済
グレートアルテジアン盆地（GAB）は、オーストラリアの牧畜、農業、採掘産業、そして町の水供給にとって重要な資源であるとされる。報告書によれば、流域の水は、少なくとも年間128億ドルの経済活動を支えているとのことである。この中には、家畜生産による47億ドル、鉱業生産による60億ドル以上、灌漑農業による6千万ドル以上の価値が含まれているとされる。
Great Artesian Basin Rehabilitation Program（GABRP）は、GABのクイーンズランド州セクションに対する現在の資金提供プログラムであり、749のボアを修復し、14,788キロメートルのボアドレインを廃止している。これにより、毎年218,777MLの推定水流が節約され、GABの地下水の圧力が高まり、自然の泉や湿地帯の再興につながっている。この報告書は、この重要な資源の将来の管理の指針となる、新しい"Great Artesian Basin Strategic Management Plan"の策定に活用される予定である。